# CAP21
CAP21 (fr. Citoyenneté, action, participation pour le XXIe siècle) – centrowa i proekologiczna partia polityczna we Francji.

## Historia
Partia powstała w 2000 na bazie ruchu o tej samej nazwie, powołanego w 1996 przez Corinne Lepage, minister środowiska w rządzie Alaina Juppé. Kongres założycielski odbył się 26 czerwca 2000, dwa lata później liderka partii wzięła udział w wyborach prezydenckich, uzyskując około 1,9% głosów. W 2004 CAP21 wprowadziło pojedynczych radnych w regionach. W 2007 partia wsparła kandydaturę François Bayrou na urząd prezydenta, następnie uzyskała status organizacji afiliowanej przy Ruchu Demokratycznym. W 2009 liderka CAP21 z listy MoDem uzyskała mandat eurodeputowanej, w 2010 zrezygnowała z funkcji partyjnych. W tym samym roku ugrupowanie opuściło Ruch Demokratyczny.
W 2014 partia przyjęła nazwę Le Rassemblement citoyen. W 2017 popierała prezydencką kandydaturę Emmanuela Macrona. W 2021 połączyła się z formacją Alliance écologiste indépendante, współtworząc nowe ugrupowanie Cap écologie; w 2022 partia CAP21 powróciła do samodzielnej działalności.